# Manto do sumo sacerdote de Israel

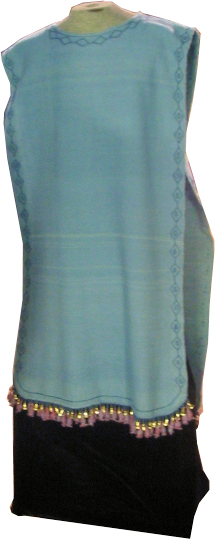
O manto do Sumo Sacerdote, criado pelo The Temple Institute.

O ou manto (me'il) do éfode é uma das vestes sagradas (bigdei kehunah) do Sumo Sacerdote de Israel. O manto é descrito em Êxodo 28:31–35. Era usado sob o éfode.
Era um manto sem manga, azul-púrpura ou violeta  (techelet), tecido em uma única peça. A abertura no centro para a cabeça do sumo sacerdote passar era tecida, não cortada ou rasgada (Êxodo 28:32). A bainha inferior da roupa era franjada com pequenas sinos dourados alternando com borlas em formas de romãs azuis (turquesa), púrpura e lã escarlata (Êxodo 28:33–34).
Os sinos de ouro são uma necessidade, e eles devem tocar quando o Cohen Gadol entra no Santo dos Santos no Dia da Expiação, para que não morra (Êxodo 28:35).

## No comentário rabbincal
Rashi deduz desta uma mitzvah (lei) para todos os paramentos sacerdotais: "Do outro negativo pode derivar o lado positivo: se ele vai mandar ele não vai ser responsável pela morte, assim, se ele entra faltando uma dessas roupas que ele é responsável pela morte nas mãos dos Céus." A regras de Maimonides são da mesma maneira.
De acordo com o Talmude (Zevachim 88b), o uso do me'il expiava o pecado de mal falar (lashon hara) por parte dos filhos de Israel.